# Edma Abouchdid
Edma Abouchdid (* 1909 in São Paulo, Brasilien; † 11. Oktober 1992 im Libanon) war eine libanesische Medizinerin und Hochschullehrerin. Sie war die erste Frau, die 1926 einen Bachelor-Abschluss an der Amerikanischen Universität Beirut (AUB) erhielt und 1931 das Medical Program der Medizinischen Fakultät abschloss.

## Leben und Werk
Abouchdid besuchte die American School for Girls (ASG) in Beirut und entschied sich 1923 für eine medizinische Laufbahn. Die Direktorin der ASG war erstaunt, dass seit der Gründung dieser Schule im Jahr 1834 keine Absolventin jemals eine höhere Bildung angestrebt hatte. Von keiner jungen Frau wurde erwartet, dass sie die tief verwurzelten Traditionen der Gesellschaft der Abgeschiedenheit für Frauen in Frage stellte. Damals war es für Eltern ein mutiger Schritt, ihre Töchter überhaupt auf die High School zu schicken. Nach dem Abschluss sollten die Töchter zu Hause bleiben und auf den geeigneten und arrangierten Freier warten.

## Schwierigkeiten bei der Aufnahme eines Studiums
Die amerikanische Direktorin der ASG wies Abouchdid darauf hin, dass an der AUB viele junge Männer aus der ganzen arabischen Welt studierten und sie besser bei ihren Eltern auf den passenden Ehemann warten sollte.
Abouchdid überzeugte auch ihren Vater und sicherte sich seine Unterstützung für ihr Medizinstudium zu. Obwohl sie die Aufnahmeprüfungen bestanden hatte, wollte die AUB sie nur mit einer weiteren Studentin aufnehmen. Da eine mögliche weitere Kandidatin aus den Vereinigten Staaten geheiratet hatte, konnte sie den Dekan überzeugen und wurde schließlich angenommen, ihr Studium als einzige Frau in einer Klasse von 70 Studenten fortzusetzen.
1926 erhielt sie als die einzige weibliche Absolventin einen Bachelor-Abschluss von der AUB und 1931 war sie die einzige weibliche Studentin unter siebzehn Studenten, welche die medizinische Fakultät abschlossen. Ihr Abschluss erregte großes Aufsehen und die Lokalzeitungen lobten sie als die erste Frau, die einen so bedeutenden Schritt und eine so bedeutende Leistung vollbracht hatte.
Sie studierte die nächsten zwei Jahre in Paris und London und spezialisierte sich auf Gynäkologie und Pädiatrie. 1934 kam sie zurück an die AUB, um an der Medizinischen Fakultät zu unterrichten und in der Ambulanz für Kinderheilkunde zu arbeiten. 1936 nahm sie eine Einladung aus dem Irak an, Ratsmitglied am Royal Medical College und Dozentin an der Ausbildungsschule für Mädchen in Bagdad zu werden. Außerdem richtete sie in ihrem Haus eine Privatklinik ein, in der sie Frauen und Kinder aus allen Bevölkerungsschichten aufnahm.
1946 entschied sie sich nach zehnjährigem Dienst im Irak für weitere Studien und Spezialisierungen in die USA zu gehen. Sie studierte 2 Jahre Gynäkologie und Geburtshilfe an der Johns Hopkins University in Baltimore und im dritten Jahr wurde sie in die neuesten Techniken zum Umgang mit Sterilität und Endokrinologie eingeführt. Sie studierte jeweils einige Monate in der Mayo Clinic, dem Philadelphia Hospital und dem NewYork-Presbyterian Hospital.
Sie wurde 1948 Assistenzprofessorin für Gynäkologie und Geburtshilfe an der Medizinischen Fakultät der AUB und wurde einige Jahre später zur außerordentlichen Professorin befördert. Neben dem Unterrichten widmete sie sich ihrer Privatklinik, in die Patienten aus allen arabischen Ländern kamen. Sie wurde auch berufen, die Frauen in den königlichen Familien der Region zu behandeln. Sie wurde zu einer Autoritätsperson im Umgang mit Unfruchtbarkeit und konnte sogar Ehemänner davon überzeugen, sich medizinischen Tests zu unterziehen, was Männer früher gemieden hatten.

## Mitgliedschaften und Einsatz für Familien
Sie engagierte sich in vielen Vereinigungen, insbesondere in solchen, die die Freiheit und das Wohlergehen von Frauen förderten. Sie war eine der Gründerinnen und die erste Präsidentin der libanesischen Universitätsfrauenvereinigung. Sie war Mitglied der Libanese Medical Association, Vorstandsmitglied des Beirut University College und der International Association of Fertility. In den 1950er Jahren war Abouchdid weltweit in der Medizin tätig, nachdem sie zur libanesischen Nationalsekretärin der International Fertility Association ernannt worden war.
Durch ihre Bemühungen wurde 1969 die Family Planning Association gegründet und sie war deren erste Präsidentin bis 1975. Ihr Ziel war die Förderung dieser Organisation und Frauen von ungewollten Kindern zu befreien, die wirtschaftliche Situation der Familie zu verbessern und angemessene Verhütungsmethoden einzuführen. Sie setzte sich für Verhütung ein, als es illegal war und es mit möglicher Gefängnisstrafe geahndet wurde, sich im Libanon für Verhütung einzusetzen.
Sie gründete im ganzen Land kostenlose Kliniken, in denen Eltern Hilfe und Rat suchen konnten. Um dieses Ziel zu erreichen, leitete sie öffentliche Kampagnen. Sie kontaktierte Minister, hohe Beamte, die Presse und Nachrichtenmedien auf allen Ebenen und gewann erfolgreich die moralische Unterstützung der Behörden. Sie konnte jedoch keine Gesetzesänderungen durchsetzen.
Sie ging 1985 in den Ruhestand, verkaufte ihre Klinik in Beirut und zog zu ihrem Bruder in einen benachbarten Vorort. Am Abend des 11. Oktober 1992 erlitt sie einen Herzinfarkt und starb im Krankenwagen auf dem Weg ins Krankenhaus.

## Auszeichnungen und Ehrungen
Abouchdid wurde mit Auszeichnungen der libanesischen Regierung, des Königreichs Jordanien, der libanesischen Universitätsfrauenvereinigung und der griechisch-orthodoxen Kirche geehrt.
Am 24. April 1992 informierte der Vorstand des Centre of Cambridge sie über ihre Nominierung als Internationale Frau des Jahres. Am 15. Mai 1992 teilte ihr der Generaldirektor mit, dass sie ausgewählt worden war, um in der zwölften Ausgabe des World Who is Who of Women zu erscheinen. Im Juni 1992 lud das American Biographical Center sie ein, Mitglied auf Lebenszeit zu werden.